# I'm A Woman
「I'm A Woman」（アイム・ア・ウーマン）は、1981年3月21日にリリースされた八神純子の11枚目のシングルである。

## 解説
- 「I'm A Woman」は、ヤマハのスピーカーシステム「NS-460」イメージソングに使用された。

## 収録曲
1. I'm A Woman (4分38秒)
  - 作詞：阿里そのみ／作曲：八神純子／編曲：矢島賢
2. ネバーランドの男の子  〜FLY! PETER PAN〜 (5分16秒)
  - 作詞：川村ひさし／作曲：八神純子／編曲：田代修二

## リリース日一覧
| 地域 | リリース日    | レーベル                | 規格                   | カタログ番号 | 備考         |
| ---- | ------------- | ----------------------- | ---------------------- | ------------ | ------------ |
| 日本 | 1981年3月21日 | ディスコメイトレコード  | シングル盤             | DSF-210      | STEREO       |
| 日本 | 2007年8月1日  | YAMAHA MUSIC PUBLISHING | デジタル・ダウンロード | 1229545657   | iTunes Store |

## タイアップ
| 曲順 | 曲名        | タイアップ                     | 備考 |
| ---- | ----------- | ------------------------------ | ---- |
| A1   | I'm A Woman | YAMAHA「NS-460」イメージソング |      |

## 関連作品
- アルバム『夢みる頃を過ぎても』‐当該楽曲の最終部分がフェードアウトせず打ち切られ、直後に「I'm A Woman」の台詞を発して終了する。その為、シングル版より収録時間が短縮されている。